# Bufo verrucosissimus
Bufo verrucosissimus – gatunek (lub podgatunek) płaza bezogonowego z rodziny ropuchowatych występujący na Kaukazie oraz w Turcji, Syrii i Libanie. Dorasta do 19 cm długości i cechuje się szarym lub jasnobrązowym ubarwieniem. Zasiedla górskie lasy iglaste i liściaste, a do rozrodu dochodzi w strumieniach i potokach. Nie jest zagrożony wyginięciem.

## Pozycja taksonomiczna
Traktowany przez niektórych badaczy jako podgatunek ropuchy szarej (Bufo bufo) – B. b. verrucosissimus. Spowodowane jest to zachodzącymi na siebie zasięgami występowania oraz krzyżowaniem (hybrydyzacją) dwóch taksonów. Jednakowoż wyniki analizy allozymów sugerują, że takson ten powinien traktowany być jako osobny gatunek. Takson ten wyróżniany jest jako osobny gatunek przez bazę danych Amphibian Species of the World, ale nie przez AmphibiaWeb.

## Wygląd
Płaz ten jest większy od ropuchy szarej – dorasta do 7–19 cm długości. Brak rezonatorów. Grzbiet pokryty jest dużymi okrągłymi guzkami i jest szary lub jasnobrązowy z widocznymi ciemnymi kropkami. Na parotydach widoczne są podłużne paski. Brzuch ma kolor szary lub żółtawy, pokryty jest również małymi guzkami. Występuje dymorfizm płciowy – samiec jest znacząco mniejszy od samicy.

## Zasięg występowania i siedlisko
Płaz ten występuje w Kaukazie Południowym – w Armenii, Azerbejdżanie, Gruzji oraz południowej Rosji. Spotkać go można również w Turcji, Syrii i Libanie. B. verrucosissimus występuje na wysokościach bezwzględnych do 1900 m n.p.m. i zasiedla górskie lasy iglaste i liściaste.

## Rozmnażanie
Okres godowy trwa od lutego do sierpnia. Występuje dymorfizm płciowy – samiec jest znacznie mniejszy od samicy – ma to zapewne ułatwić samicy długie wędrówki (z samcem na plecach) w poszukiwaniu dogodnego miejsca rozrodu. Płaz ten rozmnaża się w głównie w przejrzystych potokach i strumieniach, ale także w stawach i kałużach.

## Status zagrożenia
Międzynarodowa Unia Ochrony Przyrody (IUCN) od 2023 roku uznaje Bufo verrucosissimus za gatunek najmniejszej troski (LC, ang. Least Concern), wcześniej klasyfikowała go jako gatunek bliski zagrożenia (NT, Near Threatened). Płaz ten ma szeroki zasięg występowania, duże rozmiary populacji, a jego liczebność spada, ale nie na tyle szybko, by zaliczyć go do którejkolwiek z kategorii zagrożonych. Jednakże na niektórych obszarach jego populacja maleje w szybkim tempie. Spowodowane jest to utratą i fragmentacją siedlisk oraz drapieżnictwem ze strony inwazyjnego szopa pracza, który rozprzestrzenił się na Kaukazie.